# Landtagswahl im Burgenland 1945
- KPÖ: 1
- SPÖ: 14
- ÖVP: 17

Die Landtagswahl im Burgenland 1945 wurde am 25. November 1945 durchgeführt und war die 5. Landtagswahl im Bundesland Burgenland bzw. die erste Landtagswahl nach dem Zweiten Weltkrieg. Die neu gebildete Österreichische Volkspartei (ÖVP) erzielte dabei im ersten Antreten mit 51,8 % die absolute Mehrheit und stellte in der Folge 17 der 32 Abgeordneten. Die Sozialistische Partei Österreichs (SPÖ) konnte ihre Vorkriegsergebnisse übertreffen und erreichte 44,9 % der Stimmen sowie 14 Mandate. Erstmals im Landtag vertreten war auch die Kommunistische Partei Österreichs (KPÖ), die mit 3,3 % ein Mandat erreichte.
Der Landtag der V. Gesetzgebungsperiode konstituierte sich in der Folge am 13. Dezember 1945 und wählte am 4. Jänner 1946 die Landesregierung Karall I.

## Ergebnisse
| Wahlberechtigte                         | 137.222 | 137.222  | 137.222 |
| Wahlbeteiligung                         | 96,39 % | 96,39 %  | 96,39 % |
|                                         | Stimmen | %        | Mand.   |
| Abgegebene Stimmen                      | 132.262 |          |         |
| Ungültig                                | 665     | 0,50 %   |         |
| Gültig                                  | 131.597 | 99,50 %  |         |
| Partei                                  |         |          |         |
| Österreichische Volkspartei (ÖVP)       | 68.200  | 51,82 %  | 17      |
| Sozialistische Partei Österreichs (SPÖ) | 59.106  | 44,91 %  | 14      |
| Kommunistische Partei Österreichs (KPÖ) | 4.291   | 3,26 %   | 1       |
| Gesamt                                  | 131.597 | 100,00 % | 32      |